# Rezultatele echipei naționale de fotbal a României (2000-2019)
| · Rezultatele echipei naționale de fotbal a României |
| --- |
| - 2020–prezent (Meciurile 739 →) - 2000–2019 (Meciurile 529 – 738) - 1980–1999 (Meciurile 311 – 528 - 1960–1979 (Meciurile 153 – 310) - 1940–1959 (Meciurile 83 – 152) - 1922–1939 (Meciurile 1 – 82) |

Aceasta este lista rezultatelor echipei naționale de fotbal a României din anul 2000 până în 2019.

## 2000
| 2 februarie 2000Turneu amical | Letonia | 0 – 2  | România              | Paphos, Cipru                                                           |  |
|                               |         | Raport | 18' Roșu 69' Niculae | Stadion: Stadionul Pafiako Spectatori: 300 Arbitru: Mihalis Karaiskakis |  |

| 4 februarie 2000Turneu amical                              | Georgia                       | 1 – 1 (d.p.) (2 – 4 d.l.d.)                    | România    | Larnaca, Cipru                                                                    |  |
|                                                            | Ketsbaia⁠(d) 41'               | Raport Raport 2                                | 81' Hîldan | Stadion: Stadionul Antonis Papadopoulos Spectatori: 200 Arbitru: Kostas Kapitanis |  |
|                                                            | Penalty-uri de departajare⁠(d) |                                                |            |                                                                                   |  |
| - Nemsadze⁠(d) - Ketsbaia⁠(d) - Dzhanashia⁠(d) - Silagadze⁠(d) |                               | - Bătrânu - Dumitru - Petre - Niculescu - Mara |            |                                                                                   |  |

| 6 februarie 2000Turneu amical | Cipru                                             | 3 – 2  | România             | Strovolos⁠(d), Cipru                                                                     |  |
|                               | Okkas 5' Poyiatzis 69' Marios Agathokleous⁠(d) 99' | Raport | 16' Mara 55' Stoica | Stadion: G.S.P. [Sport Club Pancyprian] Spectatori: 4000 Arbitru: Giannakis Kiprianidis |  |

| 29 martie 2000Meci amical | Grecia                    | 2 – 0  | România | Marousi, Grecia                                                                  |  |
|                           | Amanatidis 59' Houtos 88' | Raport |         | Stadion: Stadionul Olimpic (Spyridon Louis) Spectatori: 2569 Arbitru: Alain Sars |  |

| 26 aprilie 2000Meci amical | România                  | 2 – 0  | Cipru | Constanța, România                                                      |  |
|                            | Mutu 58' Ganea 80' (pen) | Raport |       | Stadion: Stadionul Gheorghe Hagi Spectatori: 20000 Arbitru: Marcel Lică |  |

| 27 mai 2000Meci amical | Țările de Jos             | 2 – 1  | România      | Amsterdam, Olanda                                               |  |
|                        | Overmars 43' Kluivert 68' | Raport | 70' Moldovan | Stadion: Amsterdam Arena Spectatori: 43500 Arbitru: Terje Hauge |  |

| 3 iunie 2000Meci amical | România                 | 2 – 1  | Grecia           | București, România                                                  |  |
|                         | Ciobotariu 8' Petre 78' | Raport | 83' Lyberopoulos | Stadion: Stadionul Steaua Spectatori: 12000 Arbitru: Salomir Mircea |  |

| 12 iunie 2000Euro 2000 | Germania      | 1 – 1  | România     | Liège, Belgia                                                                    |  |
|                        | Scholl⁠(d) 28' | Raport | 5' Moldovan | Stadion: Stade Maurice Dufrasne⁠(d) Spectatori: 30000 Arbitru: Kim Milton Nielsen |  |

| 17 iunie 2000Euro 2000 | Portugalia      | 1 – 0  | România | Arnhem, Olanda                                                 |  |
|                        | Costinha⁠(d) 90' | Raport |         | Stadion: GelreDome Spectatori: 18200 Arbitru: Gilles Veissière |  |

| 20 iunie 2000Euro 2000 | Anglia                     | 2 – 3  | România                                | Charleroi, Belgia                                                           |  |
|                        | Shearer 41' (pen) Owen 45' | Raport | 22' Chivu 48' Munteanu 89' (pen) Ganea | Stadion: Stade du Pays de Charleroi⁠(d) Spectatori: 27000 Arbitru: Urs Meier |  |

| 24 iunie 2000Euro 2000 | Italia                | 2 – 0  | România | Bruxelles, Belgia                                                         |  |
|                        | Totti 33' Inzaghi 43' | Raport |         | Stadion: Stade Roi Baudouin Spectatori: 30000 Arbitru: Vítor Melo Pereira |  |

| 16 august 2000Meci amical | România  | 1 – 1  | Polonia          | București, România                                                   |  |
|                           | Ilie 21' | Raport | 79' Olisadebe⁠(d) | Stadion: Stadionul Cotroceni Spectatori: 5000 Arbitru: Atanas Uzunov |  |

| 3 septembrie 2000Calificări CMF 2002 | România   | 1 – 0  | Lituania | București, România                                                |  |
|                                      | Ganea 89' | Raport |          | Stadion: Stadionul Steaua Spectatori: 3000 Arbitru: Morgan Norman |  |

| 7 octombrie 2000Calificări CMF 2002 | Italia                                  | 3 – 0  | România | Milano, Italia                                                             |  |
|                                     | Inzaghi 12' Delvecchio⁠(d) 16' Totti 41' | Raport |         | Stadion: Stadionul Giuseppe Meazza Spectatori: 54297 Arbitru: Jan Wegereef |  |

| 15 noiembrie 2000Meci amical | România                | 2 – 1  | Iugoslavia        | București, România                                                 |  |
|                              | Șerban 3' Bărcăuan 90' | Raport | 87' Mihajlović⁠(d) | Stadion: Stadionul Steaua Spectatori: 20000 Arbitru: Mustafa Çulcu |  |

| 5 decembrie 2000Meci amical | Algeria                                    | 3 – 2  | România         | Annaba, Algeria                                                        |  |
|                             | Dziri 22' Meftah⁠(d) 26' Djabelkheir⁠(d) 36' | Raport | 1', 45' Niculae | Stadion: Stade 19 mai 1956 Spectatori: 20000 Arbitru: Mohamed Benaissa |  |

| 8 decembrie 2000Meci amical | Algeria                           | 2 – 3  | România                       | Annaba, Algeria                                                       |  |
|                             | Djabelkheir⁠(d) 19' Kherkhache 72' | Raport | 10' Bărcăuan 18', 70' Niculae | Stadion: Stade 19 mai 1956 Spectatori: 15000 Arbitru: Salim Ouassissi |  |

## 2001
| 26 februarie 2001Turneu amical | România          | 1 – 0  | Ucraina | Strovolos⁠(d), Cipru                                                                   |  |
|                                | Ciobotariu 90+9' | Raport |         | Stadion: G.S.P. [Sport Club Pancyprian] Stadium Spectatori: 60 Arbitru: Loizos Loizou |  |

| 28 februarie 2001Turneu amical | Lituania | 0 – 3  | România                   | Strovolos⁠(d), Cipru                                                                         |  |
|                                |          | Raport | 12', 40' Ganea 57' Codrea | Stadion: G.S.P. [Sport Club Pancyprian] Stadium Spectatori: 24000 Arbitru: Kostas Kapitanis |  |

| 24 martie 2001Calificări CMF 2002 | România | 0 – 2  | Italia           | București, România                                                  |  |
|                                   |         | Raport | 29', 33' Inzaghi | Stadion: Stadionul Steaua Spectatori: 24000 Arbitru: Herbert Fandel |  |

| 28 martie 2001Calificări CMF 2002 | Georgia | 0 – 2  | România                  | Tbilisi, Georgia                                                            |  |
|                                   |         | Raport | 68' Munteanu 79' Niculae | Stadion: Stadionul Boris Paiciadze Spectatori: 27000 Arbitru: Rune Pedersen |  |

| 25 aprilie 2001Meci amical | România | 0 – 0  | Slovacia | Ploiești, România                                                 |  |
|                            |         | Raport |          | Stadion: Stadionul Astra Spectatori: 2000 Arbitru: Ghenadie Orlic |  |

| 2 iunie 2001Meci amical | România         | 2 – 0  | Ungaria | București, România                                               |  |
|                         | Niculae 5', 24' | Raport |         | Stadion: Stadionul Steaua Spectatori: 20256 Arbitru: Éric Poulat |  |

| 6 iunie 2001Calificări CMF 2002 | Lituania       | 1 – 2  | România               | Kaunas, Lituania                                                                             |  |
|                                 | Fomenka⁠(d) 87' | Raport | 31' Ilie 49' Moldovan | Stadion: Steponas Darius ir Stasys Girėnas Stadionas Spectatori: 3000 Arbitru: Anton Stredák |  |

| 15 august 2001Meci amical | Slovenia                 | 2 – 2  | România                  | Ljubljana, Slovenia                                                             |  |
|                           | Ačimovič 55' Zahovič 75' | Raport | 14' Niculae 66' Moldovan | Stadion: Centralni Stadion za Bežigradom Spectatori: 6000 Arbitru: Sead Kulović |  |

| 5 septembrie 2001Calificări CMF 2002 | Ungaria | 0 – 2  | România              | Budapesta, Ungaria                                        |  |
|                                      |         | Raport | 11' Ilie 27' Niculae | Stadion: Népstadion Spectatori: 6000 Arbitru: Hugh Dallas |  |

| 6 octombrie 2001Calificări CMF 2002 | România     | 1 – 1  | Georgia         | București, România                                                |  |
|                                     | Popescu 88' | Raport | 54' Iashvili⁠(d) | Stadion: Stadionul Steaua Spectatori: 24000 Arbitru: Ľuboš Micheľ |  |

| 10 noiembrie 2001Calificări CMF 2002 | Slovenia                   | 2 – 1  | România     | Ljubljana, Slovenia                                                                   |  |
|                                      | Ačimovič 41' Osterc⁠(d) 68' | Raport | 26' Niculae | Stadion: Centralni Stadion za Bežigradom Spectatori: 9000 Arbitru: Kim Milton Nielsen |  |

| 14 noiembrie 2001Calificări CMF 2002 | România    | 1 – 1  | Slovenia       | București, România                                                |  |
|                                      | Contra 65' | Raport | 55' Rudonja⁠(d) | Stadion: Stadionul Steaua Spectatori: 30000 Arbitru: Hellmut Krug |  |

## 2002
| 13 februarie 2002Meci amical | Franța              | 2 – 1  | România   | Paris, Franța                                                       |  |
|                              | Vieira 1' Petit 26' | Raport | 88' Ganea | Stadion: Stade de France Spectatori: 77144 Arbitru: Dick van Egmond |  |

| 27 martie 2002Meci amical | România                               | 4 – 1  | Ucraina      | Constanța, România                                                        |  |
|                           | Munteanu 12' Pancu 17', 31' Ganea 37' | Raport | 47' Șișcenko | Stadion: Stadionul Gheorghe Hagi Spectatori: 7000 Arbitru: Giorgos Douros |  |

| 17 aprilie 2002Meci amical | Polonia      | 1 – 2  | România            | Bydgoszcz, Polonia                                                |  |
|                            | Hajto⁠(d) 85' | Raport | 31' Ganea 36' Mutu | Stadion: Stadion Zawiszy Spectatori: 18000 Arbitru: Iuri Baskakov |  |

| 21 august 2002Meci amical | România | 0 – 1  | Grecia             | Constanța, România                                                      |  |
|                           |         | Raport | 17' Giannakopoulos | Stadion: Stadionul Gheorghe Hagi Spectatori: 15000 Arbitru: Metin Tokat |  |

| 7 septembrie 2002Preliminarii Euro 2004 | Bosnia și Herțegovina | 0 – 3  | România                        | Sarajevo, Bosnia și Herțegovina                                                    |  |
|                                         |                       | Raport | 7' Chivu 9' Munteanu 27' Ganea | Stadion: Asim Ferhatović Hase Stadium⁠(d) Spectatori: 4000 Arbitru: Lucílio Batista |  |

| 12 octombrie 2002Preliminarii Euro 2004 | România | 0 – 1  | Norvegia       | București, România                                                   |  |
|                                         |         | Raport | 83' Iversen⁠(d) | Stadion: Stadionul Steaua Spectatori: 21000 Arbitru: Valentin Ivanov |  |

| 16 octombrie 2002Preliminarii Euro 2004 | Luxemburg | 0 – 7  | România                                                    | Luxemburg, Luxemburg                                                   |  |
|                                         |           | Raport | 1', 5' Moldovan 24' Rădoi 45', 47', 85' Contra 80' Ghioane | Stadion: Stade Josy Barthel⁠(d) Spectatori: 2056 Arbitru: Romāns Lajuks |  |

| 20 noiembrie 2002Meci amical | România | 0 – 1  | Croația   | Timișoara, România                                                            |  |
|                              |         | Raport | 47' Marić | Stadion: Stadionul Dan Păltinișanu Spectatori: 36000 Arbitru: János Megyebíró |  |

## 2003
| 12 februarie 2003Turneu amical | România                | 2 – 1  | Slovacia  | Larnaca, Cipru                                                                              |  |
|                                | Munteanu 38' Ganea 40' | Raport | 6' Vittek | Stadion: Neo Gymnastikos Syllogos Zenon (G.S.Z.) Spectatori: 150 Arbitru: Tasos Papaioannou |  |

| 29 martie 2003Preliminarii Euro 2004 | România              | 2 – 5  | Danemarca                                                     | București, România                                                                    |  |
|                                      | Mutu 5' Munteanu 47' | Raport | 9', 90' Rommedahl 53' Gravesen 71' Tomasson 74' (o.g.) Contra | Stadion: Stadionul Național Spectatori: 55000 Arbitru: Manuel Enrique Mejuto González |  |

| 30 aprilie 2003Meci amical | Lituania | 0 – 1  | România   | Kaunas, Lituania                                                                               |  |
|                            |          | Raport | 63' Bratu | Stadion: Steponas Darius ir Stasys Girėnas Stadionas Spectatori: 3000 Arbitru: Andrejs Sipailo |  |

| 7 iunie 2003Preliminarii Euro 2004 | România            | 2 – 0  | Bosnia și Herțegovina | Craiova, România                                                        |  |
|                                    | Mutu 46' Ganea 88' | Raport |                       | Stadion: Stadionul Ion Oblemenco Spectatori: 25000 Arbitru: Ruud Bossen |  |

| 11 iunie 2003Preliminarii Euro 2004 | Norvegia           | 1 – 1  | România   | Oslo, Norvegia                                            |  |
|                                     | Solskjær 78' (pen) | Raport | 64' Ganea | Stadion: Ullevaal Spectatori: 24890 Arbitru: Ľuboš Micheľ |  |

| 20 august 2003Meci amical | Ucraina | 0 – 2  | România       | Donețk, Ucraina                                                   |  |
|                           |         | Raport | 28', 58' Mutu | Stadion: Stadionul Șahtior Spectatori: 25000 Arbitru: Igor Egorov |  |

| 6 septembrie 2003Preliminarii Euro 2004 | România                                | 4 – 0  | Luxemburg | Ploiești, România                                             |  |
|                                         | Mutu 38' Pancu 42' Ganea 43' Bratu 78' | Raport |           | Stadion: Stadionul Astra Spectatori: 4000 Arbitru: Alon Yefet |  |

| 10 septembrie 2003Preliminarii Euro 2004 | Danemarca                      | 2 – 2  | România            | Copenhaga, Danemarca                                 |  |
|                                          | Tomasson 35' (pen) Laursen 90' | Raport | 61' Mutu 72' Pancu | Stadion: Parken Spectatori: 42049 Arbitru: Urs Meier |  |

| 11 octombrie 2003Meci amical | România  | 1 – 1           | Japonia        | București, România                                                          |  |
|                              | Mutu 16' | Raport Raport 2 | 58' Yanagisawa | Stadion: Stadionul Dinamo Spectatori: 9000 Arbitru: Fernando Carmona Mendez |  |

| 16 noiembrie 2003Turneu amical | Italia      | 1 – 0  | România | Ancona, Italia                                                       |  |
|                                | 58' Di Vaio | Raport |         | Stadion: Stadio Del Conero Spectatori: 11700 Arbitru: Wolfgang Stark |  |

## 2004
| 18 februarie 2004Turneu amical | Georgia | 0 – 3  | România                  | Larnaca, Cipru                                                                                  |  |
|                                |         | Raport | 30', 69' Mutu 87' Cernat | Stadion: Neo Gymnastikos Syllogos Zenon (G.S.Z.) Stadium Spectatori: 300 Arbitru: Romāns Lajuks |  |

| 31 martie 2004Meci amical | Scoția          | 1 – 2  | România             | Glasgow, Scoția                                               |  |
|                           | McFadden⁠(d) 57' | Raport | 37' Chivu 52' Pancu | Stadion: Hampden Park Spectatori: 20433 Arbitru: Jouni Hyytiä |  |

| 28 aprilie 2004Meci amical | România                                               | 5 – 1  | Germania | București, România                                                     |  |
|                            | Pleșan 21' Raț 23' Dănciulescu 35', 43' Caramarin 85' | Raport | 88' Lahm | Stadion: Stadionul Giulești Spectatori: 12000 Arbitru: Roberto Rosetti |  |

| 27 mai 2004Meci amical | Republica Irlanda | 1 – 0  | România | Dublin, Irlanda                                                     |  |
|                        | Holland⁠(d) 84'    | Raport |         | Stadion: Lansdowne Road⁠(d) Spectatori: 42356 Arbitru: Jaroslav Jara |  |

| 18 august 2004Calificări CMF 2006 | România            | 2 – 1  | Finlanda              | București, România                                                       |  |
|                                   | Mutu 50' Petre 89' | Raport | 90' (pen) Eremenko⁠(d) | Stadion: Stadionul Giulești Spectatori: 17500 Arbitru: Grzegorz Gilewski |  |

| 4 septembrie 2004Calificări CMF 2006 | România            | 2 – 1  | Macedonia de Nord | Craiova, România                                                          |  |
|                                      | Pancu 15' Mutu 86' | Raport | 73' Vasoski⁠(d)    | Stadion: Stadionul Ion Oblemenco Spectatori: 17000 Arbitru: Konrad Plautz |  |

| 8 septembrie 2004Calificări CMF 2006 | Andorra            | 1 – 5  | România                                  | Andorra La Vella, Andorra                                     |  |
|                                      | Pujol⁠(d) 27' (pen) | Raport | 2' Cernat 5', 82' Pancu 16', 70' Niculae | Stadion: Estadi Comunal Spectatori: 600 Arbitru: Knut Kircher |  |

| 9 octombrie 2004Calificări CMF 2006 | Cehia            | 1 – 0  | România | Praga, Cehia                                                        |  |
|                                     | Koller 35' (pen) | Raport |         | Stadion: Toyota Arena⁠(d) Spectatori: 16028 Arbitru: Roberto Rosetti |  |

| 17 noiembrie 2004Calificări CMF 2006 | Armenia         | 1 – 1  | România    | Erevan, Armenia                                                                          |  |
|                                      | Dokhoyan⁠(d) 62' | Raport | 28' Marica | Stadion: Republican Vazgen Sargsyan Stadium Spectatori: 2500 Arbitru: Frank De Bleeckere |  |

## 2005
| 9 februarie 2005Meci amical | România              | 2 – 2           | Slovacia                 | Larnaca, Cipru                                                                                     |  |
|                             | Pancu 38' Oprița 89' | Raport Raport 2 | 12' Vittek 44' Karhan⁠(d) | Stadion: Neo Gymnastikos Syllogos Zenon (G.S.Z.) Stadium Spectatori: 500 Arbitru: Kostas Kapitanis |  |

| 26 martie 2005Calificări CMF 2006 | România | 0 – 2           | Țările de Jos     | București, România                                                           |  |
|                                   |         | Raport Raport 2 | 1' Cocu 84' Babel | Stadion: Stadionul Giulești Spectatori: 19000 Arbitru: Luis Medina Cantalejo |  |

| 30 martie 2005Calificări CMF 2006 | Macedonia de Nord | 1 – 2           | România        | Skopje, Macedonia                                                 |  |
|                                   | Maznov⁠(d) 31'     | Raport Raport 2 | 18', 58' Mitea | Stadion: Gradski stadion⁠(d) Spectatori: 10000 Arbitru: Tom Ovrebo |  |

| 4 iunie 2005Calificări CMF 2006 | Țările de Jos       | 2 – 0           | România | Rotterdam, Olanda                                             |  |
|                                 | Robben 26' Kuyt 47' | Raport Raport 2 |         | Stadion: De Kuip Spectatori: 50000 Arbitru: Massimo De Santis |  |

| 8 iunie 2005Calificări CMF 2006 | România                  | 3 – 0           | Armenia | Constanța, România                                                            |  |
|                                 | Petre 28' Bucur 38', 78' | Raport Raport 2 |         | Stadion: Stadionul Gheorghe Hagi Spectatori: 5146 Arbitru: Athanasios Briakos |  |

| 17 august 2005Calificări CMF 2006 | România       | 2 – 0           | Andorra | Constanța, România                                                      |  |
|                                   | Mutu 29', 41' | Raport Raport 2 |         | Stadion: Stadionul Gheorghe Hagi Spectatori: 12000 Arbitru: Haim Yaacov |  |

| 2 septembrie 2005Calificări CMF 2006 | România       | 2 – 0           | Cehia | Constanța, România                                                      |  |
|                                      | Mutu 27', 58' | Raport Raport 2 |       | Stadion: Stadionul Gheorghe Hagi Spectatori: 16000 Arbitru: Terje Hauge |  |

| 8 octombrie 2005Calificări CMF 2006 | Finlanda | 0 – 1           | România  | Helsinki, Finlanda                                                             |  |
|                                     |          | Raport Raport 2 | 41' Mutu | Stadion: Stadionul Olimpic din Helsinki Spectatori: 10117 Arbitru: Anton Genov |  |

| 12 noiembrie 2005Meci amical | România    | 1 – 2           | Coasta de Fildeș          | Le Mans, Franța                                                       |  |
|                              | Iencsi 52' | Raport Raport 2 | 48' Koné⁠(d) 90+1' Koné⁠(d) | Stadion: Stade Léon-Bollée⁠(d) Spectatori: 5377 Arbitru: Fredy Fautrel |  |

| 16 noiembrie 2005Meci amical | România                        | 3 – 0           | Nigeria | București, România                                                  |  |
|                              | Niculae 17' Petre 49' Roșu 89' | Raport Raport 2 |         | Stadion: Stadionul Steaua Spectatori: 500 Arbitru: Viaceslav Banari |  |

## 2006
| 28 februarie 2006Turneu amical | România              | 2 – 0           | Armenia | Strovolos⁠(d), Cipru                                                                          |  |
|                                | Maftei 72' Cociș 86' | Raport Raport 2 |         | Stadion: G.S.P. [Sport Club Pancyprian] Stadium Spectatori: 1000 Arbitru: Ioannis Tsahilidis |  |

| 1 martie 2006Turneu amical | România                      | 2 – 0           | Slovenia | Larnaca, Cipru                                                                                     |  |
|                            | Mazilu 22' Pečnik 53' (o.g.) | Raport Raport 2 |          | Stadion: Neo Gymnastikos Syllogos Zenon (G.S.Z.) Stadium Spectatori: 300 Arbitru: Valeri Vialicika |  |

| 24 mai 2006Meci amical | România | 0 – 2           | Uruguay            | Los Angeles, SUA                                                     |  |
|                        |         | Raport Raport 2 | 46', 59' Vargas⁠(d) | Stadion: Memorial Coliseum⁠(d) Spectatori: 10000 Arbitru: Kevin Stott |  |

| 26 mai 2006Meci amical | România             | 2 – 0           | Irlanda de Nord | Chicago, SUA                                                      |  |
|                        | Buga 7' Niculae 11' | Raport Raport 2 |                 | Stadion: Soldier Field Spectatori: 15000 Arbitru: Michael Kennedy |  |

| 27 mai 2006Meci amical | România | 0 – 0           | Columbia | Chicago, SUA                                                 |  |
|                        |         | Raport Raport 2 |          | Stadion: Soldier Field Spectatori: 15000 Arbitru: Brian Hall |  |

| 16 august 2006Meci amical | România          | 2 – 0           | Cipru | Constanța, România                                                  |  |
|                           | Dică 4' Mutu 29' | Raport Raport 2 |       | Stadion: Stadionul Farul Spectatori: 10000 Arbitru: Sorin Corpodean |  |

| 7 septembrie 2006Preliminarii EURO 2008 | România             | 2 – 2           | Bulgaria        | Constanța, România                                                 |  |
|                                         | Roșu 41' Marica 55' | Raport Raport 2 | 82', 83' Petrov | Stadion: Stadionul Farul Spectatori: 15000 Arbitru: Stefano Farina |  |

| 6 septembrie 2006Preliminarii EURO 2008 | Albania | 0 – 2           | România                 | Tirana, Albania                                                                 |  |
|                                         |         | Raport Raport 2 | 65' Dică 75' (pen) Mutu | Stadion: Stadiumi Kombetar Qemal Stafa Spectatori: 12000 Arbitru: Stuart Dougal |  |

| 7 octombrie 2006Preliminarii EURO 2008 | România                      | 3 – 1           | Belarus        | București, România                                                            |  |
|                                        | Mutu 8' Marica 10' Goian 76' | Raport Raport 2 | 20' Kornilenko | Stadion: Stadionul Steaua Spectatori: 12500 Arbitru: Alberto Undiano Mallenco |  |

| 15 noiembrie 2006Meci amical | Spania | 0 – 1           | România    | Cádiz, Spania                                                                     |  |
|                              |        | Raport Raport 2 | 59' Marica | Stadion: Estadio Ramón de Carranza⁠(d) Spectatori: 16000 Arbitru: Domenico Messina |  |

## 2007
| 7 februarie 2007Meci amical | România             | 2 – 0           | Republica Moldova | București, România                                                      |  |
|                             | Mazilu 75' Mutu 89' | Raport Raport 2 |                   | Stadion: Stadionul Național Spectatori: 8000 Arbitru: Alexandru Deaconu |  |

| 24 martie 2007Preliminarii EURO 2008 | Țările de Jos | 0 – 0           | România | Rotterdam, Olanda                                               |  |
| 21:45                                |               | Raport Raport 2 |         | Stadion: Stadion de Kuip Spectatori: 49000 Arbitru: Markus Merk |  |

| 28 martie 2007Preliminarii EURO 2008 | România                        | 3 – 0           | Luxemburg | Piatra Neamț, România                                               |  |
|                                      | Mutu 25' Contra 50' Marica 90' | Raport Raport 2 |           | Stadion: Stadionul Ceahlăul Spectatori: 9012 Arbitru: Romāns Lajuks |  |

| 2 iunie 2007Preliminarii EURO 2008 | Slovenia  | 1 – 2           | România                | Celje, Slovenia                                                      |  |
| 21:45                              | Vršič 90' | Raport Raport 2 | 50' Tamaș 69' Nicoliță | Stadion: Stadion Z'dežele⁠(d) Spectatori: 7000 Arbitru: Stuart Dougal |  |

| 6 iunie 2007Preliminarii EURO 2008 | România             | 2 – 0           | Slovenia | Timișoara, România                                                       |  |
|                                    | Mutu 41' Contra 70' | Raport Raport 2 |          | Stadion: Stadionul Dan Păltinișanu Spectatori: 18000 Arbitru: Alon Yefet |  |

| 22 august 2007Meci amical | România           | 2 – 0  | Turcia | București, România                                                 |  |
|                           | Dică 61' Mutu 70' | Raport |        | Stadion: Stadionul Național Spectatori: 12000 Arbitru: Markus Merk |  |

| 8 septembrie 2007Preliminarii EURO 2008 | Belarus        | 1 – 3  | România                      | Minsk, Belarus                                                        |  |
| 20:15                                   | Romașcenko 20' | Raport | 16', 77' (pen) Mutu 42' Dică | Stadion: Stadionul Dinamo Spectatori: 19320 Arbitru: Peter Fröjdfeldt |  |

| 12 septembrie 2007Meci amical | Germania                               | 3 – 1           | România  | Köln, Germania                                                           |  |
| 20:15                         | Schneider 42' Odonkor 65' Podolski 82' | Raport Raport 2 | 3' Goian | Stadion: Rhein-Energie Stadion Spectatori: 44500 Arbitru: Nicola Rizzoli |  |

| 13 octombrie 2007Euro 2008 Q | România   | 1 – 0    | Țările de Jos | Constanța, România                                              |  |
| 20:15                        | Goian 71' | (Raport) |               | Stadion: Stadionul Farul Spectatori: 12595 Arbitru: K. Vassaras |  |

| 17 octombrie 2007Euro 2008 Q | Luxemburg | 0 – 2    | România              | Luxemburg, Luxemburg                                               |  |
| 21:15                        |           | (Raport) | 42' Petre 61' Marica | Stadion: Stadionul Josy Barthel Spectatori: 3584 Arbitru: F. Brych |  |

| 17 noiembrie 2007Euro 2008 Q | Bulgaria       | 1 – 0  | România | Sofia, Bulgaria                                                              |  |
| 18:00                        | Dimitrov⁠(d) 6' | Raport |         | Stadion: Stadionul Național Vasil Levski Spectatori: 6000 Arbitru: K. Plautz |  |

| 21 noiembrie 2007Euro 2008 Q | România                                                         | 6 – 1    | Albania      | București, România                                                  |  |
| 18:00                        | Dică 22', 71' (pen) Tamaș 53' Niculae 62', 65' Marica 69' (pen) | (Raport) | 64' Kapllani | Stadion: Stadionul Național Spectatori: 23427 Arbitru: E. Trivkovic |  |

## 2008
| 6 februarie 2008Meci amical | Israel    | 1 – 0    | România | Tel Aviv, Israel                                                                           |  |
| 20:00                       | Golan 25' | (Raport) |         | Stadion: Stadionul Național, Tel Aviv Spectatori: 8000 Arbitru: Bruno Miguel Duarte Paixao |  |

| 26 mai 2008Meci amical | România                                  | 3 – 0    | Rusia | București, România                                              |  |
| 20:00                  | Marica 45' D. Niculae 60' M. Niculae 75' | (Raport) |       | Stadion: Stadionul Steaua Spectatori: 12000 Arbitru: Kenan Asaf |  |

| 31 mai 2008Meci amical | România                                | 4 – 0    | Muntenegru | București, România                                                  |  |
| 20:45                  | Mutu 15' Dorin Goian 49' Dică 55', 69' | (Raport) |            | Stadion: Stadionul Steaua Spectatori: 7000 Arbitru: Alexandru Tudor |  |

| 9 iunie 2008Euro 2008 | România | 0 – 0    | Franța | Zürich, Elveția                                                       |  |
| 19:00                 |         | (Raport) |        | Stadion: Letzigrund Spectatori: 30585 Arbitru: Manuel Mejuto Gonzalez |  |

| 13 iunie 2008Euro 2008 | Italia      | 1 – 1    | România  | Zürich, Elveția                                          |  |
| 19:00                  | Panucci 56' | (Raport) | 55' Mutu | Stadion: Letzigrund Spectatori: 30585 Arbitru: T. Ovrebo |  |

| 17 iunie 2008Euro 2008 | Țările de Jos                | 2 – 0    | România |                                                                       |  |
| 21:45                  | Huntelaar 54' van Persie 87' | (Raport) |         | Stadion: Stade de Suisse, Berna Spectatori: 30777 Arbitru: M. Busacca |  |

| 20 august 2008Meci amical | România        | 1 – 0             | Letonia | Urziceni, România                                                              |  |
| 20:45                     | Dică 52' (pen) | (Raport) Raport 2 |         | Stadion: Stadionul Tineretului Spectatori: 7000 Arbitru: Tom Ovrebo (Norvegia) |  |

| 6 septembrie 2008World Cup 2010 Q | România | 0 – 3    | Lituania                                    |                                                                                              |  |
| 21:00                             |         | (Raport) | 31' Stankevičius 69' Mikoliūnas 86' Kalonas | Stadion: Stadionul Dr. Constantin Rădulescu, Cluj-Napoca Spectatori: 14000 Arbitru: A. Kelly |  |

| 10 septembrie 2008World Cup 2010 Q | Insulele Feroe | 0 – 1    | România   |                                                                               |  |
| 19:30                              |                | (Raport) | 59' Cociș | Stadion: Stadionul Tórsvøllur, Tórshavn Spectatori: 805 Arbitru: M. Strahonja |  |

| 11 octombrie 2008World Cup 2010 Q | România            | 2 – 2    | Franța                  | Constanța, România                                                     |  |
| 21:40                             | Petre 5' Goian 17' | (Raport) | 37' Ribéry 69' Gourcuff | Stadion: Stadionul Farul Spectatori: 12800 Arbitru: Frank De Bleeckere |  |

| 19 noiembrie 2008Meci amical | România              | 2 – 1    | Georgia | București, România                                                         |  |
| 20:30                        | Marica 62' Goian 70' | (Raport) |         | Stadion: Stadionul Dinamo Spectatori: 3000 Arbitru: Kyros Vasaras (Grecia) |  |

## 2009
| 11 februarie 2009Meci amical | România    | 1 – 2    | Croația                  | București, România                                                 |  |
| 20:45                        | Marica 21' | (Raport) | 28' Rakitić 75' Kranjčar | Stadion: Stadionul Steaua Spectatori: 8000 Arbitru: Cristian Balaj |  |

| 28 martie 2009World Cup 2010 Q | România               | 2 – 3    | Serbia                                       |                                                                             |  |
| 20:45                          | Marica 50' Stoica 74' | (Raport) | 17' Jovanović 44' (o.g.) Stoica 59' Ivanović | Stadion: Stadionul Farul, Constanța Spectatori: 12000 Arbitru: M. Trefoloni |  |

| 1 aprilie 2009World Cup 2010 Q | Austria        | 2 – 1    | România    |                                                                                             |  |
| 21:30                          | Hoffer 25' 43' | (Raport) | 38' Tănase | Stadion: Wörthersee Stadion, Klagenfurt am Wörthersee Spectatori: 23000 Arbitru: C. Thomson |  |

| 6 iunie 2009World Cup 2010 Q | Lituania | 0 – 1    | România    |                                                                                                 |  |
| 21:00                        |          | (Raport) | 38' Marica | Stadion: Marijampolės sporto centro stadione, Marijampolė Spectatori: 5850 Arbitru: J. Eriksson |  |

| 12 august 2009Meci amical | Ungaria | 0 – 1    | România     |                                                                              |  |
| 21:00                     |         | (Raport) | 42' Ghioane | Stadion: Ferenc Puskás Stadion, Budapesta Spectatori: 9000 Arbitru: I. Bebek |  |

| 5 septembrie 2009World Cup 2010 Q | Franța    | 1 – 1    | România           |                                                                     |  |
| 22:00                             | Henry 47' | (Raport) | 55' (o.g.) Escudé | Stadion: Stade de France, Paris Spectatori: 78209 Arbitru: I. Bebek |  |

| 9 septembrie 2009World Cup 2010 Q | România   | 1 – 1    | Austria      | București, România                                              |  |
| 20:45                             | Bucur 54' | (Raport) | 82' Schiemer | Stadion: Stadionul Steaua Spectatori: 7505 Arbitru: M. Atkinson |  |

| 10 octombrie 2009World Cup 2010 Q | Serbia                                                    | 5 – 0    | România |                                                                                   |  |
| 21:30                             | Žigić 37' Pantelić 50' Kuzmanović 78' Jovanović 87' 90+3' | (Raport) |         | Stadion: Stadionul Crvena Zvezda, Belgrad Spectatori: 39839 Arbitru: K. Kapitanis |  |

| 14 octombrie 2009World Cup 2010 Q | România                          | 3 – 1    | Insulele Feroe |                                                                                 |  |
| 21:00                             | Apostol 16' Bucur 64' Mazilu 87' | (Raport) | 83' á Bø       | Stadion: Stadionul Ceahlăul, Piatra Neamț Spectatori: 13000 Arbitru: A. Gvardis |  |

| 14 noiembrie 2009Meci amical | Polonia | 0 – 1    | România     |                                                                                         |  |
| 18:00                        |         | (Raport) | 57' Niculae | Stadion: Stadionul Armatei Poloneze, Varșovia Spectatori: 5000 Arbitru: Menashe Mashiah |  |

## 2010
| 3 martie 2010Meci amical | România | 0 – 2 | Israel                 |                                                                                        |  |
| 21:30                    |         |       | 45' Benayoun 85' Barda | Stadion: Stadionul Dan Păltinișanu, Timișoara Spectatori: 15000 Arbitru: Milorad Matic |  |

| 29 mai 2010Meci amical | Ucraina                                       | 3 – 2 | România               |                                                                     |  |
| 20:30                  | Aliev 15' Konoplianka 78' Chivu (autogol) 79' |       | 54' Tamaș 65' Niculae | Stadion: Arena Liov, Lvov Spectatori: 23000 Arbitru: Pawel Kralovec |  |

| 2 iunie 2010Meci amical | România | 0 – 1 | Macedonia de Nord |                                                                                        |  |
| 19:30                   |         |       | 26' Sikov         | Stadion: Stadionul Villach-Lind, Villach Spectatori: 1000 Arbitru: Manfred Krassnitzer |  |

| 5 iunie 2010Meci amical | România                            | 3 – 0 | Honduras | |  |
| 19:30                   | Niculae 20' Florescu 46' Rădoi 77' |       |          | Stadion: Jacques Lemans Arena, Sankt Veit an der Glan⁠(d) Spectatori: 1500 Arbitru: Gerhard Grobelink |  |

| 11 august 2010Meci amical | Turcia            | 2 – 0 | România |                                                                                     |  |
| 20:15                     | Emre 82' Arda 86' |       |         | Stadion: Șükrü Saracoğlu Stadium, Istanbul Spectatori: 20000 Arbitru: Milorad Mazic |  |

| 3 septembrie 2010Euro 2012 Q | România    | 1 – 1 | Albania    |                                                                                           |  |
| 21:00                        | Stancu 80' |       | 88' Muzaka | Stadion: Stadionul Ceahlăul, Piatra Neamț Spectatori: 15000 Arbitru: Robert Schorgenhofer |  |

| 7 septembrie 2010Euro 2012 Q | Belarus | 0 – 0 | România |                                                                                    |  |
| 19:30                        |         |       |         | Stadion: Stadionul Dinamo (Minsk), Minsk Spectatori: 25000 Arbitru: Pawel Kralovec |  |

| 9 octombrie 2010Euro 2012 Q | Franța                   | 2 – 0 | România |                                                                                                |  |
| 21:00                       | Remy 83' Gourcouff 90+3' |       |         | Stadion: Stade de France, Paris Spectatori: 79299 Arbitru: Pedro Proença Oliveira Alves Garcia |  |

| 17 noiembrie 2010Meci amical | România    | 1 – 1 | Italia               |                                                                                                  |  |
| 20:30                        | Marica 35' |       | 82' Marica (autogol) | Stadion: Wörthersee Stadion, Klagenfurt am Wörthersee Spectatori: 5436 Arbitru: Thomas Einwaller |  |

## 2011
| 8 februarie 2011Meci amical | România                       | 2 – 2 (2–4 d.l.d.)                                  | Ucraina                         |                                                                                       |  |
| 20:30                       | Alexa 33' 44'                 |                                                     | 23' Rakitki 31' Artem Milevskiy | Stadion: Stadio Tasos Markou, Paralimni⁠(d) Spectatori: 1000 Arbitru: Stelios Tryfonos |  |
|                             | Penalty-uri de departajare⁠(d) |                                                     |                                 |                                                                                       |  |
| Papp · Zicu · Raț · Ganea   |                               | Gusiev · Rotan⁠(d) · Kravet · Timosciuk · Iarmolenko |                                 |                                                                                       |  |

| 9 februarie 2011Meci amical                                                       | Cipru                         | 1 – 1 (4–5 d.l.d.)                          | România   |                                                                                   |  |
| 20:30                                                                             | Constantiniou 83'             |                                             | 56' Torje | Stadion: Stadio Tasos Markou, Paralimni⁠(d) Spectatori: 500 Arbitru: Viktor Șevkov |  |
|                                                                                   | Penalty-uri de departajare⁠(d) |                                             |           |                                                                                   |  |
| Avraam · Chrysostomous · Constantiniou · Charalambides · Aloneftis · Dobrašinović |                               | Bucur · Râpă · Torje · Raț · Tamaș · Marica |           |                                                                                   |  |

| 26 martie 2011Euro 2012 Q | Bosnia și Herțegovina  | 2 – 1    | România    |                                                                                      |  |
| 20:15                     | Ibišević 63' Džeko 83' | (Raport) | 29' Marica | Stadion: Stadionul Bilino Polje, Zenica Spectatori: 13000 Arbitru: Fernando Teixeira |  |

| 29 martie 2011Euro 2012 Q | România               | 3 – 1    | Luxemburg  |                                                                               |  |
| 20:45                     | Mutu 24' 68' Zicu 78' | (Raport) | 22' Gerson | Stadion: Stadionul Ceahlăul, Piatra Neamț Spectatori: 13500 Arbitru: H. Gocek |  |

| 3 iunie 2011Euro 2012 Q | România                 | 3 – 0    | Bosnia și Herțegovina | București, România                                                   |  |
| 21:00                   | Mutu 37' Marica 41' 55' | (Raport) |                       | Stadion: Stadionul Giulești Spectatori: 8200 Arbitru: Jonas Eriksson |  |

| 8 iunie 2011Meci amical | Brazilia | 1 – 0    | România | |  |
| 03:55                   | Fred 21' | (Raport) |         | Stadion: Estádio Municipal Paulo Machado de Carvalho, São Paulo Spectatori: 30050 Arbitru: Sergio Pezzotta |  |

| 12 iunie 2011Meci amical | Paraguay                 | 2 – 0  | România |                                                                                              |  |
| 01:00                    | Valdéz 2' Santa Cruz 28' | Raport |         | Stadion: Estadio Defensores del Chaco⁠(d), Asunción Spectatori: 1800 Arbitru: Rogerio Evandro |  |

| 10 august 2011Meci amical | San Marino | 0 – 1    | România   |                                                                                   |  |
| 21:30                     |            | (Raport) | 72' Herea | Stadion: Stadio Olimpico⁠(d), Serravalle Spectatori: 3000 Arbitru: Rocchi Gianluca |  |

| 2 septembrie 2011Euro 2012 Q | Luxemburg | 0 – 2    | România       |                                                                                    |  |
| 20:30                        |           | (Raport) | Torje 34' 45' | Stadion: Stadionul Josy Barthel, Luxemburg Spectatori: 2812 Arbitru: Sergei Karase |  |

| 6 septembrie 2011Euro 2012 Q | România | 0 – 0    | Franța | București, România                                              |  |
| 21:30                        |         | (Raport) |        | Stadion: Arena Națională Spectatori: 49137 Arbitru: Webb Howard |  |

| 7 octombrie 2011Euro 2012 Q | România            | 2 – 2    | Belarus                   | București, România                                             |  |
| 21:30                       | Mutu 19' 51' (pen) | (Raport) | 45' Kornilenko 82' Drahun | Stadion: Arena Națională Spectatori: 29486 Arbitru: Alan Kelly |  |

| 11 octombrie 2011Euro 2012 Q | Albania    | 1 – 1    | România    |                                                                                             |  |
| 21:00                        | Salihi 24' | (Raport) | 77' Luchin | Stadion: Stadionul Kombëtar Qemal Stafa, Tirana Spectatori: 3000 Arbitru: Gediminas Mažeika |  |

| 11 noiembrie 2011Meci amical | Belgia                          | 2 – 1    | România     |                                                                 |  |
| 21:45                        | Van Buyten 11' Cociș 43' (o.g.) | (Raport) | 67' Niculae | Stadion: Stadionul Maurice Dufrasne, Liège Arbitru: Enjimi Said |  |

| 15 noiembrie 2011Meci amical | Grecia         | 1 – 3    | România                          |                                                                         |  |
| 21:30                        | Karagounis 34' | (Raport) | 17' Torje 61' Tănase 81' Chipciu | Stadion: CASHPOINT Arena, Altach Spectatori: 1500 Arbitru: Thomas Gangl |  |

## 2012
| 27 ianuarie 2012Meci amical | România                               | 4 – 0    | Turkmenistan |                                                                              |  |
| 19:00                       | Niculae 3' 90+1' (pen) Tănase 46' 51' | (Raport) |              | Stadion: Arcadia Futbol Kompleksi, Belek Spectatori: 100 Arbitru: S. Baliyan |  |

| 29 februarie 2012Meci amical | România    | 1 – 1    | Uruguay   | București, România                                            |  |
| 20:30                        | Stancu 50' | (Raport) | 2' Cavani | Stadion: Arena Națională Spectatori: 15000 Arbitru: V. Kassai |  |

| 30 mai 2012Meci amical | Elveția | 0 – 1    | România    |                                                                       |  |
| 21:15                  |         | (Raport) | 57' Grozav | Stadion: Swissporarena⁠(d), Lucerna Spectatori: 12000 Arbitru: S. Moen |  |

| 5 iunie 2012Meci amical | Austria | 0 – 0    | România |                                                                       |  |
| 21:30                   |         | (Raport) |         | Stadion: Tivoli Neu, Innsbruck Spectatori: 12500 Arbitru: D. Makkelie |  |

| 15 august 2012Meci amical | Slovenia                              | 4 – 3    | România                             |                                                                              |  |
| 21:45                     | Cesar 4' Dedič 50' (pen) 60' Kirm 70' | (Raport) | 56' Papp 68' Torje (pen) 80' Grozav | Stadion: Stadionul Stožice, Ljubljana Spectatori: 5000 Arbitru: E. Alečković |  |

| 7 septembrie 2012World Cup 2014 Q | Estonia | 0 – 2    | România              |                                                                      |  |
| 21:00                             |         | (Raport) | 55' Torje 75' Marica | Stadion: A. Le Coq Arena, Tallinn Spectatori: 7936 Arbitru: M. Mažić |  |

| 11 septembrie 2012World Cup 2014 Q | România                                     | 4 – 0    | Andorra | București, România                                                 |  |
| 20:30                              | Torje 29' Lazăr 44' Găman 90+1' Maxim 90+3' | (Raport) |         | Stadion: Arena Națională Spectatori: 25000 Arbitru: P. Radovanović |  |

| 12 octombrie 2012World Cup 2014 Q | Turcia | 0 – 1    | România    |                                                                               |  |
| 20:30                             |        | (Raport) | 45' Grozav | Stadion: Șükrü Saracoğlu Stadium, Istanbul Spectatori: 51000 Arbitru: H. Webb |  |

| 16 octombrie 2012World Cup 2014 Q | România    | 1 – 4    | Țările de Jos                                                     | București, România                                             |  |
| 21:00                             | Marica 40' | (Raport) | 9' Lens 29' Martins Indi 45+2' van der Vaart (pen) 86' van Persie | Stadion: Arena Națională Spectatori: 53329 Arbitru: C. Thomson |  |

| 14 noiembrie 2012Meci amical | România                   | 2 – 1    | Belgia      | București, România                                             |  |
| 21:00                        | Maxim 32' Torje 66' (pen) | (Raport) | 23' Benteke | Stadion: Arena Națională Spectatori: 5000 Arbitru: M. Bergonzi |  |

## 2013
| 6 februarie 2013Meci amical | România                         | 3 – 2    | Australia                           |                                                                   |  |
| 21:45                       | Tănase 35' Stancu 80' Torje 84' | (Raport) | 45' Wilkshire (pen) 54' Cornthwaite | Stadion: Estadio Ciudad de Málaga, Málaga Arbitru: Carlos Velasco |  |

| 22 martie 2013World Cup 2014 Q | Ungaria                         | 2 – 2    | România                      |                                                                           |  |
| 21:30                          | Vanczák 16' Dzsudzsák (pen) 71' | (Raport) | 68' Mutu (pen) 90+2' Chipciu | Stadion: Ferenc Puskás Stadion, Budapesta Spectatori: 0 Arbitru: W. Stark |  |

| 26 martie 2013World Cup 2014 Q | Țările de Jos                                        | 4 – 0    | România |                                                                                          |  |
| 21:30                          | van der Vaart 12' van Persie 56', 65' (pen) Lens 90' | (Raport) |         | Stadion: Amsterdam Arena, Amsterdam Spectatori: 48000 Arbitru: Mark Clattenburg (Anglia) |  |

| 4 iunie 2013Meci amical | România                        | 4 – 0    | Trinidad și Tobago | București, România                                           |  |
| 20:45                   | Marica 31', 33', 81' Cyrus 50' | (Raport) |                    | Stadion: Arena Națională Spectatori: 10128 Arbitru: M. Mažić |  |

| 14 august 2013Meci amical | România    | 1 – 1  | Slovacia      | București, România                                                          |  |
| 21:00 UTC+03:00           | Stancu 44' | Report | Šesták⁠(d) 56' | Stadion: Arena Națională Spectatori: 6.738 Arbitru: Neil Doyle⁠(d) (Irlanda) |  |

| 6 septembrie 2013Preliminariile FIFA 2014 | România                           | 3 – 0  | Ungaria | București, România                                                                     |  |
| 21:00 UTC+03:00                           | Marica 2' Pintilii 31' Tănase 88' | Report |         | Stadion: Arena Națională Spectatori: 41.405 Arbitru: Alberto Undiano Mallenco (Spania) |  |

| 10 septembrie 2013Preliminariile FIFA 2014 | România | 0 – 2  | Turcia                     | București, România                                                                   |  |
| 21:00 UTC+03:00                            |         | Report | Yılmaz 22' Erdinç⁠(d) 90+5' | Stadion: Arena Națională Spectatori: 44.357 Arbitru: Svein Oddvar Moen⁠(d) (Norvegia) |  |

| 11 octombrie 2013Preliminariile FIFA 2014 | Andorra | 0 – 4  | România                                          | Andorra la Vella, Andorra                                                                          |  |
| 21:30 UTC+03:00                           |         | Report | Keserü 41' Stancu 53' Torje 63' (pen.) Lazăr 83' | Stadion: Estadi Comunal d'Andorra la Vella Spectatori: 1100 Arbitru: Stephan Klossner⁠(d) (Elveția) |  |

| 15 octombrie 2013Preliminariile FIFA 2014 | România                | 2 – 0  | Estonia | București, România                                                                 |  |
| 21:00 UTC+03:00                           | Marica 31' (pen.), 81' | Report |         | Stadion: Arena Națională Spectatori: 18.852 Arbitru: Marijo Strahonja⁠(d) (Croația) |  |

| 15 noiembrie 2013Preliminariile FIFA 2014 | Grecia                             | 3 – 1  | România    | Pireu, Grecia                                                                       |  |
| 21:45 UTC+02:00                           | Mitroglou 14', 66' Salpingidis 20' | Report | Stancu 19' | Stadion: Karaiskakis Stadium Spectatori: 26.200 Arbitru: Pedro Proença (Portugalia) |  |

| 19 noiembrie 2013Preliminariile FIFA 2014 | România              | 1 – 1  | Grecia        | București, România                                                          |  |
| 21:00 UTC+02:00                           | Torosidis 55' (o.g.) | Report | Mitroglou 23' | Stadion: Arena Națională Spectatori: 53.174 Arbitru: Milorad Mažić (Serbia) |  |

## 2014
| 5 martie 2014Meci amical | România | 0 – 0  | Argentina | București, România                                                               |  |
| 21:00 UTC+2              |         | Raport |           | Stadion: Arena Națională Spectatori: 45.034 Arbitru: Gianluca Rocchi⁠(d) (Italia) |  |

| 4 iunie 2014Meci amical | România     | 1 – 2  | Algeria                        | Geneva, Elveția                                                                 |  |
| 21:30 UTC+03:00         | Chipciu 28' | Raport | Bentaleb⁠(d) 22' Soudani⁠(d) 66' | Stadion: Stade de Genève Spectatori: 15,000 Arbitru: Nikolaj Hänni⁠(d) (Elveția) |  |

| 7 septembrie 2014Euro 2016 Qual. | Grecia | 0 – 1  | România           | Pireu, Grecia                                                                                           |  |
| 21:45 UTC+2                      |        | Raport | Marica 10' (pen.) | Stadion: Stadionul Karaiskakis Spectatori: 0 (jucat fără spectatori) Arbitru: Mark Clattenburg (Anglia) |  |

| 11 octombrie 2014Euro 2016 Qual. | România     | 1 – 1           | Ungaria       | București, România                                                           |  |
| 19:00 UTC+2                      | Rusescu 45' | Raport Raport 2 | 82' Dzsudzsák | Stadion: Arena Națională Spectatori: 48.000 Arbitru: William Collum (Scoția) |  |

| 14 octombrie 2014Euro 2016 Qual. | Finlanda | 0 – 2  | România                | Helsinki, Finlanda                                                             |  |
| 21:45 UTC+2                      |          | Raport | 54', 83' Bogdan Stancu | Stadion: Olympiastadion Spectatori: 19.408 Arbitru: Paolo Tagliavento (Italia) |  |

| 14 noiembrie 2014Euro 2016 Qual. | România       | 2 – 0           | Irlanda de Nord | București, România                                                          |  |
| 21:45 UTC+2                      | Papp 74', 79' | Raport Raport 2 |                 | Stadion: Arena Națională Spectatori: 35000 Arbitru: Jonas Eriksson (Suedia) |  |

| 18 noiembrie 2014Meci amical | România         | 2 – 0           | Danemarca | București, România                                                            |  |
| 20:30 UTC+2                  | Keșerü 53', 59' | Raport Raport 2 |           | Stadion: Arena Națională Spectatori: 10.000 Arbitru: Slavko Vinčić (Slovenia) |  |

## 2015
| 14 februarie 2015Meci amical | România*           | 2 – 1           | Republica Moldova | Aksu⁠(d), Antalya, Turcia                                             |  |
| 19:00 UTC+2                  | Popa 21' Lazăr 86' | Raport Raport 2 | 9' Carp           | Stadion: Mardan Spor Kompleksi Arbitru: Bartosz Frankowski (Polonia) |  |

| 29 martie 2015Euro 2016 Qual. | România    | 1 – 0           | Insulele Feroe | Ploiești, România                                             |  |
| 19:00 UTC+2                   | Keșerü 21' | Raport Raport 2 |                | Stadion: Stadionul Ilie Oană Arbitru: Artur Dias (Portugalia) |  |

| 13 iunie 2015Euro 2016 Qual. | Irlanda de Nord | 0 – 0  | România | Belfast, Irlanda de Nord                                                              |  |
| 21:45 UTC+2                  |                 | Raport |         | Stadion: Windsor Park Spectatori: 10.000 Arbitru: Carlos Velasco Carballo⁠(d) (Spania) |  |

| 4 septembrie 2015Euro 2016 Qual. | Ungaria | 0 – 0           | România | Budapesta, Ungaria                                                         |  |
| 21:45 UTC+2                      |         | Raport Raport 2 |         | Stadion: Groupama Arena Spectatori: 22.060 Arbitru: Felix Brych (Germania) |  |

| 7 septembrie 2015Euro 2016 Qual. | România | 0 – 0  | Grecia | București, România                                           |  |
| 21:45 UTC+2                      |         | Raport |        | Stadion: Arena Națională Arbitru: Aleksei Kulbakov (Belarus) |  |

| 8 octombrie 2015Euro 2016 Qual. | România     | 1 – 1  | Finlanda          | București, România                                                          |  |
| 21:45 UTC+2                     | Hoban 90+1' | Raport | Pohjanpalo⁠(d) 67' | Stadion: Arena Națională Spectatori: 44.000 Arbitru: Craig Thomson (Scoția) |  |

| 11 octombrie 2015Euro 2016 Qual. | Insulele Feroe | 0 – 3  | România                     | Tórshavn, Feroe        |  |
| 18:00 UTC+2                      |                | Raport | Budescu 4', 45+1' Maxim 83' | Stadion: Tórsvøllur⁠(d) |  |

| 17 noiembrie 2015Meci amical | Italia                          | 2 – 2  | România              | Bologna, Italia                                                                           |  |
| 21:45 UTC+2                  | Marchisio 55' Gabbiadini⁠(d) 65' | Raport | Stancu 8' Andone 89' | Stadion: Stadio Renato Dall'Ara Spectatori: 20.000 Arbitru: Adrien Jaccottet⁠(d) (Elveția) |  |

## 2016
| 23 martie 2016Meci amical | România     | 1 – 0  | Lituania | Giurgiu, România                                                                  |  |
| 20:00 UTC+2               | Stanciu 65' | Raport |          | Stadion: Marin Anastasovici Spectatori: 4.368 Arbitru: David Borbalán⁠(d) (Spania) |  |

| 27 martie 2016Meci amical | România | 0 – 0  | Spania | Cluj-Napoca, România                                                     |  |
| 21:45 UTC+2               |         | Raport |        | Stadion: Cluj Arena Spectatori: 28.000 Arbitru: Ruddy Buquet⁠(d) (Franța) |  |

| 25 mai 2016Meci amical | România     | 1 – 1  | RD Congo   | Como, Italia                                                                        |  |
| 21:00 UTC+2            | Stanciu 27' | Raport | Bokila 87' | Stadion: Giuseppe Sinigaglia⁠(d) Spectatori: 1.500 Arbitru: Paolo Valeri⁠(d) (Spania) |  |

| 29 mai 2016Meci amical | România                          | 3 – 4  | Ucraina                                                        | Torino, Italia                                                               |  |
| 20:30 UTC+2            | Torje 23' Alibec 74' Stanciu 85' | Raport | Zozulya⁠(d) 43' Zinchenko⁠(d) 48' Konoplyanka 54' Iarmolenko 59' | Stadion: Stadionul Olimpic Spectatori: 12.000 Arbitru: Davide Massa (Italia) |  |

| 3 iunie 2016Meci amical | România                                                             | 5 – 1  | Georgia         | București, România                                                              |  |
| 21:00 UTC+2             | Popa 2' Amisulashvili⁠(d) 3' (o.g.) Stanciu 49' Torje 80' Keșerü 87' | Raport | Moți 68' (o.g.) | Stadion: Arena Națională Spectatori: 27.934 Arbitru: Artur Dias⁠(d) (Portugalia) |  |

| 10 iunie 2016Euro 2016 | Franța               | 2– 1   | România           | Saint-Denis, Franța                                                          |  |
| 22:00 UTC+2            | Giroud 57' Payet 89' | Raport | Stancu 65' (pen.) | Stadion: Stade de France Spectatori: 75.113 Arbitru: Viktor Kassai (Ungaria) |  |

| 15 iunie 2016Euro 2016 | România           | 1 – 1  | Elveția        | Paris, Franța                                                                     |  |
| 19:00 UTC+2            | Stancu 18' (pen.) | Raport | Mehmedi⁠(d) 57' | Stadion: Parc des Princes Spectatori: 43.576 Arbitru: Serghei Karasiov⁠(d) (Rusia) |  |

| 19 iunie 2016Euro 2016 | România | 0 – 1  | Albania    | Lyon, Franța                                                                      |  |
| 22:00 UTC+2            |         | Raport | Sadiku 43' | Stadion: Stade des Lumières Spectatori: 49.752 Arbitru: Pavel Královec⁠(d) (Cehia) |  |

| 4 septembrie 2016Calificări CM 2018 - Grupa E | România  | 1 – 1  | Muntenegru  | Cluj-Napoca, România                                                        |  |
| 20:45 (21:45 UTC+3)                           | Popa 85' | Report | Jovetić 87' | Stadion: Cluj Arena Spectatori: 25,468 Arbitru: Anthony Taylor⁠(d) (England) |  |

| 8 octombrie 2016Calificări CM 2018 - Grupa E | Armenia | 0 – 5  | România                                                     | Yerevan, Armenia                                                                                            |  |
| 18:00 (20:00 UTC+4)                          |         | Report | Stancu 4' (pen.) Popa 10' Marin 12' Stanciu 29' Chipciu 59' | Stadion: Stadionul Republican Vazgen Sargsian⁠(d) Spectatori: 5,500 Arbitru: Vladislav Bezborodov⁠(d) (Rusia) |  |

| 11 octombrie 2016Calificări CM 2018 - Grupa E | Kazahstan | 0 – 0  | România | Astana, Kazakhstan                                                              |  |
| 18:00 (22:00 UTC+6)                           |           | Report |         | Stadion: Astana Arena Spectatori: 12,346 Arbitru: Manuel De Sousa⁠(d) (Portugal) |  |

| 11 noiembrie 2016Calificări CM 2018 - Grupa E | România | 0 – 3  | Polonia | București, România       |  |
| 20:45 (21:45 UTC+2)                           |         | Report |         | Stadion: Arena Națională |  |

| 15 noiembrie 2016Meci amical | Rusia | 1 – 0 | România | Grozny, Rusia        |  |
|                              |       |       |         | Stadion: Ahmat Arena |  |

## 2017
| 26 martie 2017Calificări CM 2018 - Grupa E | România | 0 – 0  | Danemarca | București, România       |  |
| UTC+02:00                                  |         | Report |           | Stadion: Arena Națională |  |

| 10 iunie 2017Calificări CM 2018 - Grupa E | Polonia | 3 – 1  | România | Varșovia, Polonia         |  |
| UTC+02:00                                 |         | Report |         | Stadion: Stadion Narodowy |  |

| 13 iunie 2017Meci amical | România | 3 – 2 | Chile | Cluj-Napoca, România |  |
| UTC+02:00                |         |       |       | Stadion: Cluj Arena  |  |

| 1 septembrie 2017Calificări CM 2018 - Grupa E | România     | 1 – 0  | Armenia | București, România                                                           |  |
| UTC+02:00                                     | Maxim 90+1' | Report |         | Stadion: Arena Națională Spectatori: 27,178 Arbitru: Ivan Bebek⁠(d) (Croația) |  |

| 4 septembrie 2017Calificări CM 2018 - Grupa E | Muntenegru  | 1 – 0  | România | Podgorica, Muntenegru                          |  |
| UTC+02:00                                     | Jovetić 75' | Report |         | Stadion: Stadion pod Goricom Spectatori: 9,452 |  |

| 5 octombrie 2017Calificări CM 2018 - Grupa E | România                            | 3 – 1  | Kazahstan       | București, România       |  |
| 21:45 UTC+02:00                              | Budescu 33', 38' (pen.) Keșerü 73' | Report | Turysbek⁠(d) 82' | Stadion: Arena Națională |  |

| 8 octombrie 2017Calificări CM 2018 - Grupa E | Danemarca          | 1 – 1  | România  | Copenhaga, Danemarca                     |  |
| UTC+02:00                                    | Eriksen 60' (pen.) | Report | Deac 88' | Stadion: Telia Parken Spectatori: 36,084 |  |

| 9 noiembrie 2017Meci amical | România         | 2 – 0           | Turcia | Cluj-Napoca, România                                                                                  |  |
| 20:15 UTC+02:00             | Grozav 42', 69' | Report Report 2 |        | Stadion: Stadionul Dr. Constantin Rădulescu Spectatori: 20,000 Arbitru: Tiago Martins⁠(d) (Portugalia) |  |

| 14 noiembrie 2017Meci amical | România | 0 – 3  | Țările de Jos                   | București, România                                                               |  |
| 19:00 UTC+02:00              |         | Report | Depay 47' Babel 57' de Jong 81' | Stadion: Arena Națională Spectatori: 26,000 Arbitru: Christos Nikolaidis (Cipru) |  |

## 2018
| 24 martie 2018Meci amical | Israel       | 1 – 2  | România                  | Netanya, Israel                                                                 |  |
| 19:00 UTC+02:00           | Hemed⁠(d) 60' | Raport | Stanciu 64' Țucudean 82' | Stadion: Netanya Stadium⁠(d) Spectatori: 7.925 Arbitru: Demetrios Masias (Cipru) |  |

| 27 martie 2018Meci amical | România     | 1 – 0  | Suedia | Craiova, România                                                                       |  |
| 20:30 UTC+02:00           | Rotariu 57' | Raport |        | Stadion: Stadionul Ion Oblemenco Spectatori: 20.000 Arbitru: Roi Reinshreiber (Israel) |  |

| 31 mai 2018Meci amical | România                          | 3 – 2  | Chile                       | Graz, Austria                                                                   |  |
| 16:00 UTC+03:00        | Stanciu 13' Deac 66' Budescu 84' | Raport | Maripán⁠(d) 32' Reyes⁠(d) 52' | Stadion: Merkur Arena⁠(d) Spectatori: 2.500 Arbitru: Christopher Jäger (Austria) |  |

| 5 iunie 2018Meci amical | România            | 2 – 0  | Finlanda | Ploiești, România                                                                |  |
| 19:30 UTC+03:00         | Manea 37' Deac 61' | Raport |          | Stadion: Stadionul Ilie Oană Spectatori: 13.312 Arbitru: Robert Harvey (Irlanda) |  |

| 7 septembrie 2018Liga Națiunilor 2018–19 | România | 0 – 0  | Muntenegru | Ploiești, România                                                            |  |
| 21:45 UTC+03:00                          |         | Raport |            | Stadion: Stadionul Ilie Oană Spectatori: 0 Arbitru: Ivan Kružliak (Slovacia) |  |

| 10 septembrie 2018Liga Națiunilor 2018–19 | Serbia            | 2 – 2  | România                         | Belgrad, Serbia                                                                          |  |
| 20:45 UTC+02:00                           | Mitrović 26', 63' | Raport | Stanciu 48' (pen.) Țucudean 68' | Stadion: Stadionul Steaua Roșie Spectatori: 15.496 Arbitru: Vladislav Bezborodov (Rusia) |  |

| 11 octombrie 2018Liga Națiunilor 2018–19 | Lituania  | 1 – 2  | România                 | Vilnius, Lituania                                                            |  |
| 21:45 UTC+03:00                          | Žulpa 90' | Raport | Chipciu 13' Maxim 90+4' | Stadion: Stadionul LFF Spectatori: 2.279 Arbitru: François Letexier (Franța) |  |

| 14 octombrie 2018Liga Națiunilor 2018–19 | România | 0 – 0  | Serbia | București, România                                                              |  |
| 16:00 UTC+03:00                          |         | Raport |        | Stadion: Arena Națională Spectatori: 48.513 Arbitru: Kevin Blom (Țările de Jos) |  |

| 17 noiembrie 2018Liga Națiunilor 2018–19 | România                          | 3 – 0  | Lituania | Ploiești, România                                          |  |
| 21:45 UTC+02:00                          | Pușcaș 7' Keșerü 47' Stanciu 65' | Raport |          | Stadion: Stadionul Ilie Oană Arbitru: Marco Guida (Italia) |  |

| 20 noiembrie 2018Liga Națiunilor 2018–19 | Muntenegru | 0 – 1  | România      | Podgorica, Muntenegru                                           |  |
| 21:45 UTC+02:00                          |            | Raport | Țucudean 68' | Stadion: Stadionul Pod Goricom Arbitru: Felix Zwayer (Germania) |  |

## 2019
| 23 martie 2019Calificări Euro 2020 | Suedia                   | 2 – 1  | România    | Stockholm, Suedia                                                       |  |
| 19:00 UTC+01:00                    | Quaison 33' Claesson 40' | Raport | Keșerü 58' | Stadion: Friends Arena Spectatori: 30.115 Arbitru: Mike Oliver (Anglia) |  |

| 26 martie 2019Calificări Euro 2020 | România                            | 4 – 1  | Insulele Feroe     | Cluj-Napoca, România                                                                    |  |
| 21:45 UTC+02:00                    | Deac 26' Keșerü 29' 33' Pușcaș 63' | Raport | Davidsen 40' (pen) | Stadion: Dr. Constantin Rădulescu Spectatori: 10.502 Arbitru: Halil Umut Meler (Turcia) |  |

| 7 iunie 2019Calificări Euro 2020 | Norvegia                     | 2 – 2  | România          | Oslo, Norvegia                                                              |  |
| 21:45 UTC+02:00                  | Elyounoussi 56' Ødegaard 70' | Raport | Keșerü 77' 90+2' | Stadion: Ullevål Stadion Spectatori: 17.664 Arbitru: Sergei Karasev (Rusia) |  |

| 10 iunie 2019Calificări Euro 2020 | Malta | 0 – 4  | România                             | Ta'Qali, Malta                                                                      |  |
| 21:45 UTC+02:00                   |       | Raport | Pușcaș 7' 29' Chipciu 34' Man 90+1' | Stadion: Ta'Qali National Stadium Spectatori: 6.000 Arbitru: Dennis Higler (Olanda) |  |

| 5 septembrie 2019Calificări Euro 2020 | România    | 1 – 2  | Spania                      | București, România                                                            |  |
| 21:45 UTC+02:00                       | Andone 59' | Raport | Ramos 29' (pen) Alcácer 47' | Stadion: Arena Națională Spectatori: 50.024 Arbitru: Deniz Aytekin (Germania) |  |

| 8 septembrie 2019Calificări Euro 2020 | România    | 1 – 0  | Malta | Ploiești, România                                                     |  |
| 21:45 UTC+02:00                       | Pușcaș 47' | Raport |       | Stadion: Ilie Oană Spectatori: 13.376 Arbitru: Duje Strukan (Croația) |  |

| 12 octombrie 2019Calificări Euro 2020 | Insulele Feroe | 0 – 3  | România                             | Tórshavn, Insulele Feroe                                                    |  |
| 19:00 UTC+02:00                       |                | Raport | Pușcaș 74' Mitriță 83' Keșerü 90+4' | Stadion: Tórsvøllur Spectatori: 2.381 Arbitru: Aliyar Aghayev (Azerbaidjan) |  |

| 15 octombrie 2019Calificări Euro 2020 | România     | 1 – 1  | Norvegia      | București, România                                                         |  |
| 21:45 UTC+02:00                       | Mitriță 62' | Raport | Sørloth 90+2' | Stadion: Arena Națională Spectatori: 29.854 Arbitru: Bobby Madden (Scoția) |  |

| 15 noiembrie 2019Calificări Euro 2020 | România | 0 – 2  | Suedia               | București, România                                        |  |
| 21:45 UTC+02:00                       |         | Raport | Berg 18' Quaison 34' | Stadion: Arena Națională Arbitru: Daniele Orsato (Italia) |  |

| 18 noiembrie 2019Calificări Euro 2020 | Spania | 5 – 0  | România | Madrid, Spania                                                   |  |
| 21:45 UTC+02:00                       |        | Raport |         | Stadion: Wanda Metropolitano Arbitru: Aleksei Kulbakov (Belarus) |  |

## Statistici
| MJ  | V   | E  | Î  | GM  | GP  | GA   |
| --- | --- | -- | -- | --- | --- | ---- |
| 210 | 103 | 49 | 58 | 323 | 210 | +113 |